# Rafael Ansón

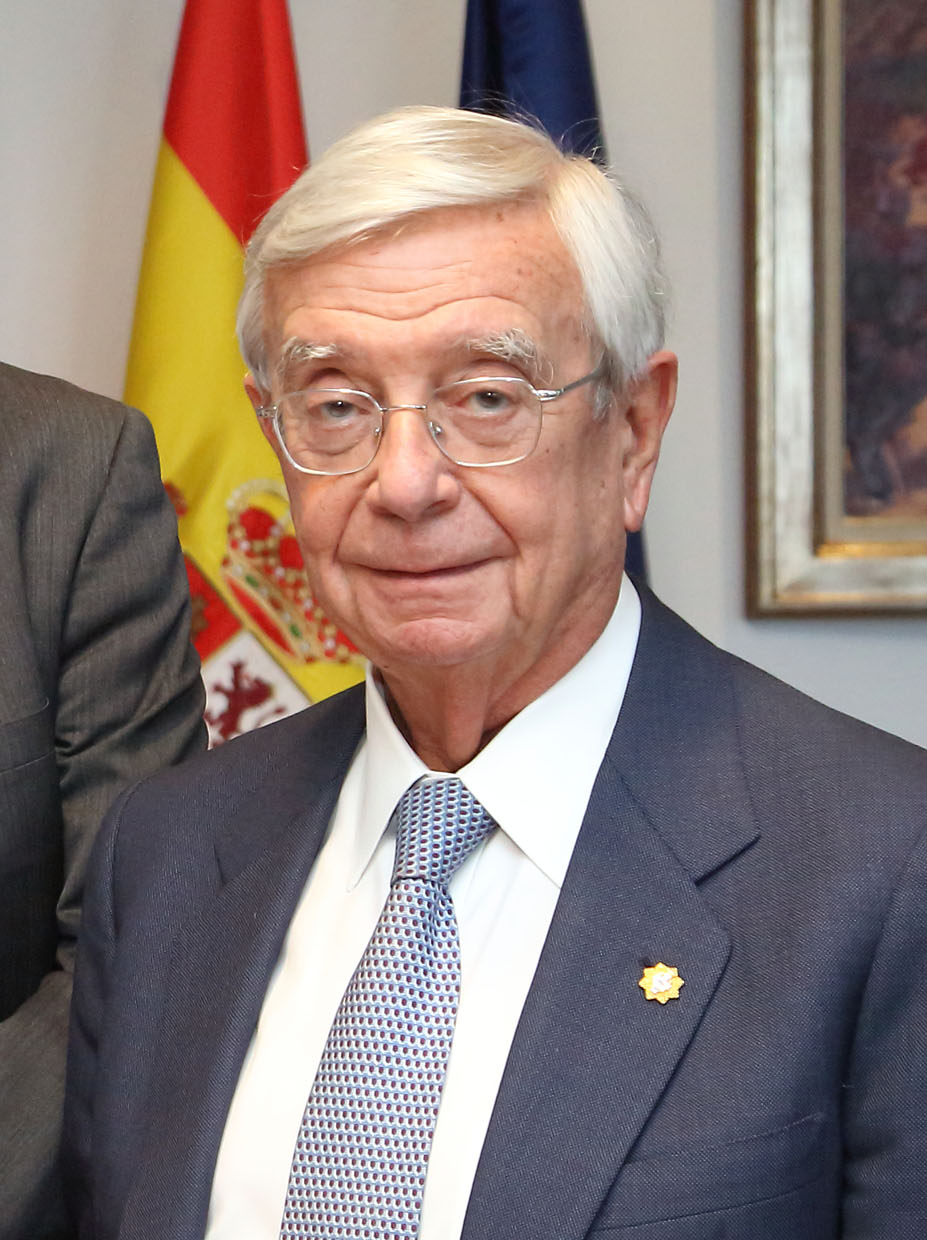
Rafael Ansón Oliart (2019)

Rafael Ansón Oliart (* 12. September 1935 in San Sebastian) ist ein spanischer Unternehmer sowie politischer Berater und derzeitiger Präsident der Real Academia de Gastronomía.
Ansón ist promovierter Jurist und hat einen Abschluss der École nationale d’administration.
In seiner Zeit als Generaldirektor von RTVE, vom 24. Juli 1976 bis zum 17. November 1977, gab es im Sender eine finanzielle Krise, die zu Ermittlungen gegen die Verwaltung führten. Anschließend wurde er persönlicher Berater des damaligen Präsidenten Adolfo Suárez. in den 1970er Jahren leitete er die Wahlkämpfe für Marcelino Oreja Aguirre und wurde auch aufgrund dessen Mitarbeiter beim Außenministerium. Es folgten verschiedene Tätigkeiten im politischen Kontext.
Ransón ist Gründer der Real Academia de Gastronomía und als Ehrenpräsident Vorstandsmitglied der Académie Internationale de la Gastronomie. Erstgenannte wurde 1980 gegründet und bekam 2008 den Zusatz Real (dt. königlich) verliehen.
Für die Liste der World’s 50 Best Restaurants ist er Vorsitzender der Abteilung von Fachleuten, die die spanischen und portugiesischen Restaurants begutachtet.
Er ist der Bruder des Journalisten Luis María Ansón.
In erster Ehe war er mit Blanca Luca de Tena verheiratet. Im Juli 1978 ging er die Ehe mit Inmaculada Quintana ein.

## Bücher (Auswahl)
- El producto e su interprete, 2009. ISBN 9788466642736
- Arquitectura del vino: Las bodegas españolas, 2010. ISBN 9788497856430
- La ginebra en la gastronomía del siglo XXI, 2010. ISBN 9788497858564